# Abel Antón
Abel Antón Rodrigo  (* 24. října 1962, Ojuel, Provincie Soria) je bývalý španělský atlet, běžec na dlouhé tratě, který se stal v letech 1997 a 1999 mistrem světa v maratonu.
V roce 1994 se stal mistrem Evropy na trati 10 000 metrů. Čtyřikrát reprezentoval na letních olympijských hrách (Soul 1988, Barcelona 1992, Atlanta 1996, Sydney 2000). Nejlepšího umístění dosáhl v roce 1992 na letních hrách v Barceloně, kde v běhu na 5000 metrů skončil ve finále na osmém místě.